# Army Men: Major Malfunction
Army Men: Major Malfunction è un videogioco per console Xbox e PlayStation 2 e per PC. Il gioco parla di un soldatino verde, che deve uccidere tutti i giocattoli avversari per andare a salvare il suo Maggiore da un forno a microonde, ma il Maggiore diventa malvagio e cerca di ucciderlo.